# Остров Гильдебрандта
Остров Гильдебрандта — остров в заливе Петра-Великого Японского моря, один из островов архипелага Римского-Корсакова. Расположен в 64 км к юго-западу от Владивостока и к 20 км к югу от Славянки. Административно относится к Хасанскому району Приморского края. Является частью Дальневосточного морского заповедника (ДВГМЗ).
Постоянное население на острове отсутствует, в летне-осенний период остров изредка посещается туристами и отдыхающими (без выхода на берег).

## История
Остров впервые был обнаружен в 1851 году французскими китобоями, и в 1852 году описан моряками французского брига «Каприз». Русскими впервые был обследован и описан в 1854 году экипажами фрегата «Паллада» и шхуны «Восток». Подробно исследован и нанесён на морскую карту в 1863 году экспедицией подполковника корпуса флотских штурманов В. М. Бабкина с борта корвета «Калевала». Назван тогда же по фамилии члена экипажа мичмана Я. А. Гильтебрандта (со временем написание названия немного изменилось на более привычное)..

## География
Остров Гильдебрандта имеет округлую форму, наибольшая ширина около 380 м. Вершина острова имеет вид копны, возвышается на 91,3 м над уровнем моря. Поверхность острова, включая вершину, поросла лиственным лесом, северный и северо-западный склоны вершины заросли травой и кустарником.
Берега острова обрывистые, только на севере есть небольшой каменистый пляж около 150 м. Вблизи южного берега разбросаны скалы. Среди этих скал в 0,2 кбт от берега находится кекур, соединенный с островом подводной каменистой грядой. Северный берег острова окаймлен пляжем. От северного берега на 1,5 кбт к северо-востоку выступает отмель с глубиной у её кромки 5,2 м, восточнее отмели лежит банка с глубиной 4,6 м. Глубины в средней части прохода между островами Гильдебрандта и Дурново 15—25 м..